# Antrenas
Antrenas község Franciaország déli részén, Lozère megyében. 2011-ben 333 lakosa volt.

## Fekvése
Antrenas az Aubrac-hegység keleti peremén fekszik, 890 méteres (a községterület 720-1183 méteres) tengerszint feletti magasságban, Marvejols-tól 5 km-re északnyugatra. A község területének 12%-át (204 hektár) erdő borítja.
Nyugatról Saint-Laurent-de-Muret, északról Le Buisson és Saint-Sauveur-de-Peyre, keletről Saint-Léger-de-Peyre, délről Marvejols és Chirac községekkel határos.
A falun keresztülhalad a Marvejols-t Nasbinals-lal (25 km) D900-as megyei út. Antrenason keresztülhalad az A75-ös autópálya, melynek 38-as számú (marvejolsi) lehajtója a falutól nyugatra található. A D900-as út autópályahídja 1994-ben épült.
A községhez tartozik Fabrèges, Le Monnet és Tarbes.

## Története
A település a történelmi Gévaudan tartományban fekszik. Egyházközségének első írásos említése 1109-ből származik. A középkorban a falutól északra állt Larcis vára (először 1123-ban említik) melynek urai a Peyre-i bárók voltak. A községben 1935 óta gyermekek tüdőszanatóriuma működik.

### Demográfia
| Év   | Lakosság |
| ---- | -------- |
| 1793 | 427      |
| 1851 | 416      |
| 1876 | 342      |
| 1901 | 332      |
| 1936 | 410      |

| Év   | Lakosság |
| ---- | -------- |
| 1946 | 520      |
| 1954 | 459      |
| 1962 | 266      |
| 1968 | 246      |

| Év   | Lakosság |
| ---- | -------- |
| 1975 | 220      |
| 1982 | 233      |
| 1990 | 274      |
| 1999 | 303      |
| 2010 | 325      |

## Nevezetességei
- A Saint-Pierre templom a 19. században épült.
- Larcis várának romjai - nagyon kevés maradt az egykori feudális várból.
- A Crespin-kastély a 19. században épült.
- Maison Rouvière - kertjében egy 14. századi kőkereszt áll.

## Híres emberek
- Jean-Baptiste Rouvière - francia misszionárius (a kanadai Rouvière-tó névadója) itt született 1881-ben.

## Kapcsolódó szócikk
- Lozère megye községei